# Vulcaniella cognatella
Vulcaniella cognatella là một loài bướm đêm thuộc họ Cosmopterigidae. Nó được tìm thấy ở Ukraina to Sardinia và Hy Lạp.
Ấu trùng ăn Salvia officinalis.Chúng ăn lá nơi chúng làm tổ. 